# Chiesa cattolica in Botswana

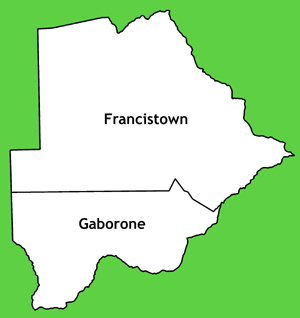
I confini delle diocesi del Botswana

La Chiesa cattolica in Botswana è parte dell'universale chiesa cattolica, in comunione con il vescovo di Roma, il papa.

## Storia
La Chiesa cattolica in Botswana è stata fondata alla fine del XIX secolo, con l'arrivo dei primi missionari gesuiti nell'aprile del 1879 a Shoshong e a Tati. Ma ben presto le due missioni furono abbandonate. In seguito arrivarono altri religiosi, finché nel 1959 fu fondata la prefettura apostolica del Bechuanaland, che divenne del Botswana con la nascita dello Stato indipendente nel 1966. La prima diocesi fu quella di Gaborone, fondata nel 1970, da cui, nel 1998, fu staccato ed eretto il vicariato apostolico di Francistown, affidato ai missionari Verbiti. Tra il 10 e il 19 settembre 1988 la Chiesa cattolica del Botswana ricevette la visita di papa Giovanni Paolo II.

## Organizzazione ecclesiastica
La Chiesa cattolica è presente sul territorio con le diocesi di Gaborone e di Francistown, suffraganee dell'arcidiocesi di Pretoria.

## Statistiche
La Chiesa cattolica in Botswana al termine dell'anno 2010 su una popolazione di 1.951.000 persone contava 51.553 battezzati, corrispondenti al 2,6% del totale. Inoltre gestiva 42 istituti scolastici e 19 istituti di beneficenza.
| anno | popolazione | popolazione | popolazione | presbiteri | presbiteri | presbiteri | presbiteri                | diaconi | religiosi | religiosi | parrocchie |
| anno | battezzati  | totale      | %           | numero     | secolari   | regolari   | battezzati per presbitero | diaconi | uomini    | donne     | parrocchie |
| ---- | ----------- | ----------- | ----------- | ---------- | ---------- | ---------- | ------------------------- | ------- | --------- | --------- | ---------- |
| 2004 | 83.573      | 1.736.104   | 4,8         | 56         | 16         | 40         | 1.492                     | 1       | 44        | 72        | 33         |
| 2007 | 85.310      | 1.880.754   | 4,5         | 66         | 27         | 39         | 1.292                     |         | 44        | 77        | 38         |
| 2010 | 51.553      | 1.951.000   | 2,6         | 72         | 23         | 49         | 716                       | 6       | 59        | 79        | 40         |

## Nunziatura apostolica
Nel 2000 la Santa Sede ha stabilito una delegazione apostolica in Botswana, elevata al rango di nunziatura apostolica il 7 febbraio 2009. Sede del nunzio apostolico è la città di Pretoria, nella Repubblica Sudafricana.

### Delegati apostolici
- Blasco Francisco Collaço (24 maggio 2000 - 17 agosto 2006 ritirato)
- James Patrick Green (17 agosto 2006 - 7 febbraio 2009 nominato nunzio apostolico)

### Nunzi apostolici
- James Patrick Green (7 febbraio 2009 - 15 ottobre 2011 nominato nunzio apostolico in Perù)
- Mario Roberto Cassari (10 marzo 2012 - 22 maggio 2015 nominato nunzio apostolico a Malta)
- Peter Bryan Wells (9 febbraio 2016 - 8 febbraio 2023 nominato nunzio apostolico in Thailandia e Cambogia e delegato apostolico in Laos)
- Henryk Mieczysław Jagodziński, dal 20 agosto 2024

## Conferenza episcopale
L'episcopato del Botswana è membro della Conferenza dei Vescovi Cattolici dell'Africa Meridionale (The Southern African Catholic Bishops' Conference, SACBC), cui aderiscono anche i vescovi di eSwatini e del Sudafrica.